# João Alonso I de Haro
João Alonso I de Haro (1235 -?) foi um nobre do Reino de Leão onde foi Senhor de Cameros

## Relações familiares

Antigo brasão da casa de Haro, titulares do Senhorio de Biscaia entre os séculos século XI e XIV. A sua composição foi herdada por numerosos municípios da Biscaia.

Foi filho de Afonso Lopes de Haro, senhor dos Cameros e de Maria Alvares, senhora dos Cameros. Casou com Constança Afonso de Meneses (c. 1235 -?) filha de Afonso Teles (1200 -?), 4.º Senhor de Meneses e de D. Maria Anes de Lima (1210 -?) de quem teve:
1. João Alonso de Haro (c. 1260 -?) casado com Maria Fernandes de Luna,
2. Afonso Lopes de Haro (1260 -?), Senhor de Cameros casado com Leonor de Saldanha (1270 -?) filha de Fernando Rodrigues de Saldanha (1230 -?) e de Juana de Cisneros (1240 -?),
3. Maria Anes de Haro (1270 -?) casou por duas vezes, a primeira com Filipe Fernandes de Castro e a segunda com Ramon Folch, visconde de Cardona,
4. Álvaro Dias de Haro (c. 1270 -?) casou com Maria Afonso Coronel.